# 田代恭崇
田代 恭崇（たしろ やすたか、1974年6月7日 - ）は、東京都出身の元自転車プロロードレース選手である。2007年シーズンをもって引退し、2008年1月にブリヂストンサイクルに入社した。

## 来歴
城西大学在学中にサイクリング部に所属し、ロードレーサーに乗り始め、行事の耐久レースに参戦したのをきっかけに本格的に自転車競技を始める。
大学卒業後にプロへ転向。後にフランスを拠点とし、ヨーロッパ各国のレースに参戦。国際カテゴリーにおいて優勝を果たす一方、国内でも全日本選手権を二度制覇するなどトップレーサーとして活躍を続ける。
2007年10月15日、チームブリヂストン・アンカー・オフィシャルブログで2007年シーズン限りでの現役引退を発表。翌日には自身のブログでも引退を発表する。
- 2004年　アテネ五輪に日本代表として出場
- 2006年　ナショナルチームのメンバーとしてアジアを中心に転戦しタイトルを多く獲得。
- 2007年　フランスと国内を中心に転戦。
- 2013年　「Team TAUGE Japan」として、俳優の筒井道隆、八戸大学学長を務める大谷真樹らと「Haute Route Alps（オートルート・アルプス）」に参戦。日本人として初完走。

## 主な戦績
- 2000年
  - ツール・ド・東北：総合優勝
- 2001年
  - 全日本選手権：優勝
- 2002年
  - ツール・ド・北海道第5ステージ：優勝
  - GP ESPERAZA：優勝
- 2003年
  - Prix des Bles d’Or：優勝
  - B世界選手権：10位
- 2004年
  - 全日本選手権：優勝
  - アテネオリンピック：57位
- 2005年
  - ジャパンカップ：7位
  - ツール・ド・おきなわ：優勝
- 2006年
  - ツール・ド・台湾：ステージ優勝